# Lascăr
Lascăr este atât un nume de familie românesc, cât și un prenume masculin românesc. El a fost/este purtat de următoarele persoane notabile:
Nume de familie:
- Bogdan Lascăr (n. 1974), sculptor, designer grafic și producător de film român
- Mihail Lascăr (1889–1959), general român din cel de-al Doilea Război Mondial

Prenume:
- Lascăr Catargiu (1823–1899), politician conservator român
- Lascăr Vorel (1879—1918), pictor postimpresionist român